# تازه‌آباد، جلیل‌آباد
تازه‌آباد (به ترکی آذربایجانی: Taza-Abad) یک منطقهٔ مسکونی در جمهوری آذربایجان است که در شهرستان جلیل‌آباد واقع شده‌است.